# Paris–Roubaix 1971

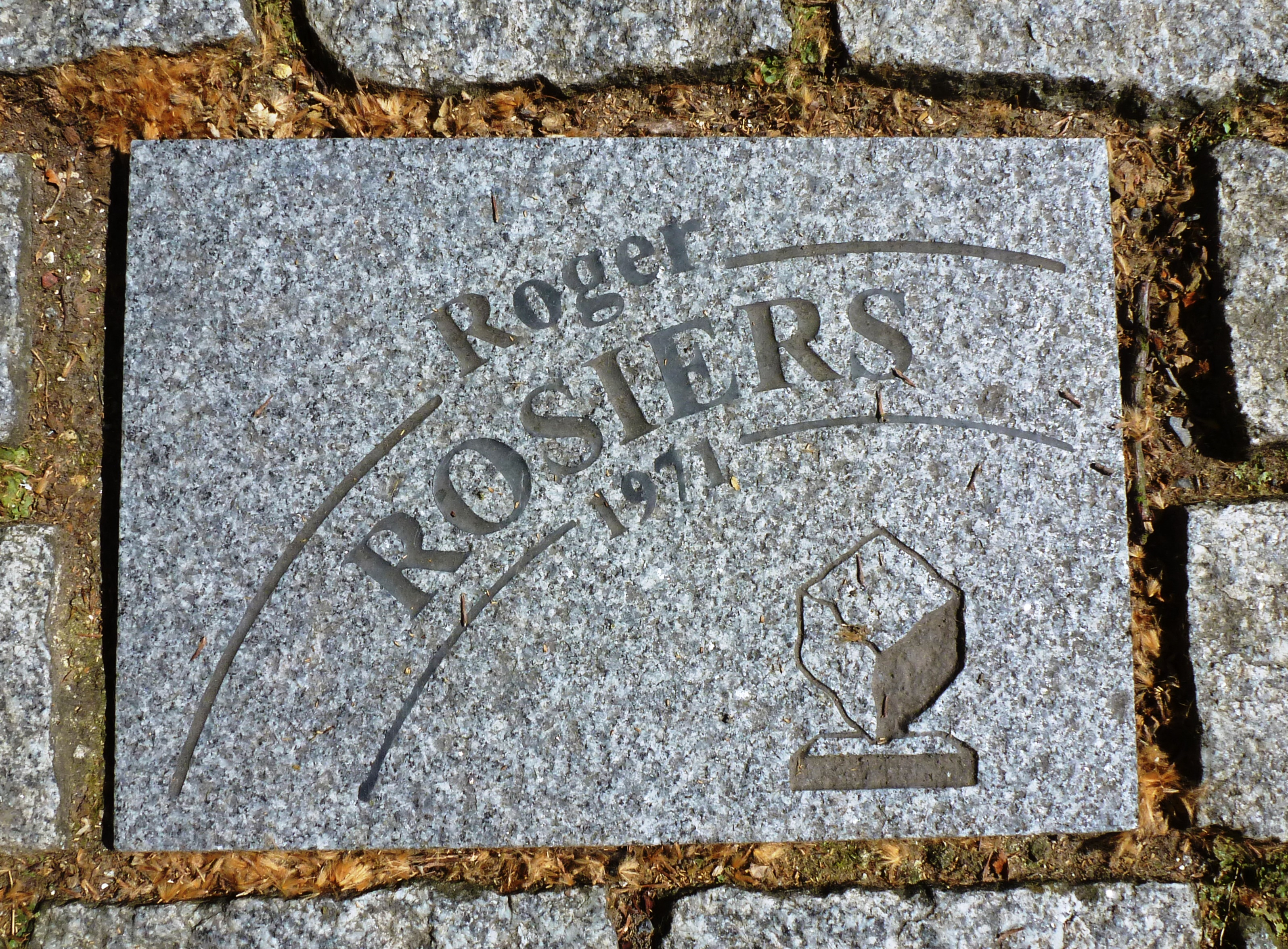
Pflasterstein zu Ehren des Siegers Roger Rosiers auf der Allée Charles Crupelandt in Roubaix

Das Eintagesrennen Paris–Roubaix 1971 war die 69. Austragung des Radsportklassikers und fand am Sonntag, den 18. April 1970, statt.
Das Rennen führte von Chantilly, rund 50 Kilometer nördlich von Paris, nach Roubaix, wo es im Vélodrome André-Pétrieux endete. Die gesamte Strecke war 265,5 Kilometer lang. Es starteten 135 Fahrer, von denen sich 45 platzieren konnten. Der Sieger Roger Rosiers absolvierte das Rennen mit einer Durchschnittsgeschwindigkeit von 42,11 km/h.
30 Kilometer vor dem Ziel riss Eric De Vlaeminck aus einer führenden Gruppe von 30 Fahrern aus. Ihm folgte schnell Roger Rosiers, der De Vlaeminck bald hinter sich ließ. Obwohl er von einer Gruppe, in der sich Eddy Merckx, Jan Janssen und Felice Gimondi befanden, gejagt wurde, gelang es ihm, seinen Vorsprung immer weiter auszubauen. Sein Sieg war bemerkenswert, da er während des Rennens einmal gestürzt war und zwei Reifendefekte hatte.